# 中央 (多賀城市)
中央（ちゅうおう）は、宮城県多賀城市に所在する町丁であり、中央一丁目から中央三丁目までを擁する。郵便番号は985-0873。多賀城市によると2021年8月末時点の人口は2,761人、世帯数は1,277世帯である。

## 地理
多賀城市の中央部に位置し、東は伝上山と、西は東田中と高崎、北は留ケ谷と、南は八幡と接する。

### 河川
- 砂押川

## 施設
- 多賀城市役所
- 多賀城市立図書館
- 多賀城市文化センター
- 塩釜警察署多賀城交番
- 東北学院大学多賀城キャンパス

## 交通

### 鉄道
- 多賀城駅（JR仙石線）

### 道路
- 国道45号
- 宮城県道143号多賀城停車場線

### バス
域内を走るバス路線および停留所は以下の通りである。
- 仙塩交通
  - 多賀城西部線
    - 多賀城駅前停留所 - 多賀城市役所前停留所
- ミヤコーバス
  - 多賀城東部線
    - 多賀城駅前停留所

  - 汐見台団地線
    - 多賀城駅前停留所

  - 荒井多賀城線：2020年4月25日から運休している[4]。
    - 多賀城駅前停留所
- 七ヶ浜町民バス
  - ぐるりんこ
    - 多賀城駅前停留所

## 統計
2021年（令和3年）8月31日時点での域内の世帯数および人口は以下の通りである。
| 住所       | 世帯数  | 男    | 女    | 計      |
| ---------- | ------- | ----- | ----- | ------- |
| 中央一丁目 | 224世帯 | 249人 | 218人 | 467人   |
| 中央二丁目 | 615世帯 | 639人 | 727人 | 1,366人 |
| 中央三丁目 | 438世帯 | 472人 | 456人 | 928人   |

## 東日本大震災
2012年11月30日時点の世代・男女別の犠牲者・死亡率は以下の通りである。
| 世代と性別 | 死者 | 死亡率 | 当時の人口 |
| ---------- | ---- | ------ | ---------- |
| 男性       | 1    | 0.08%  | 1,313      |
| 女性       | 0    | 0.00%  | 1,348      |
| 15歳未満   | 0    | 0.00%  | 421        |
| 15 - 64歳  | 1    | 0.05%  | 1,822      |
| 65歳以上   | 0    | 0.00%  | 381        |
| 合計       | 1    | 0.04%  | 2,661      |

なお、域内は浸水による被害はなかった。

## 行政区・学区
域内の行政区と市立小・中学校に通う場合の学区は以下の通りである。
| 丁目       | 番地     | 行政区 | 小学校                 | 中学校                 |
| ---------- | -------- | ------ | ---------------------- | ---------------------- |
| 中央一丁目 | 1～6番   | 東田中 | 多賀城市立多賀城小学校 | 多賀城市立高崎中学校   |
| 中央一丁目 | 7番      | 東田中 | 多賀城市立多賀城小学校 | 多賀城市立高崎中学校   |
| 中央一丁目 | 高崎     |        | 多賀城市立多賀城小学校 | 多賀城市立高崎中学校   |
| 中央一丁目 | 東田中   |        | 多賀城市立多賀城小学校 | 多賀城市立高崎中学校   |
| 中央一丁目 | 8〜11番  | 東田中 | 多賀城市立多賀城小学校 | 多賀城市立高崎中学校   |
| 中央一丁目 | 12番     | 新田中 | 多賀城市立多賀城小学校 | 多賀城市立高崎中学校   |
| 中央一丁目 | 13〜16番 | 旭ヶ丘 | 多賀城市立多賀城小学校 | 多賀城市立高崎中学校   |
| 中央二丁目 | 1〜13番  | 新田中 | 多賀城市立多賀城小学校 | 多賀城市立多賀城中学校 |
| 中央二丁目 | 14〜28番 | 旭ヶ丘 | 多賀城市立多賀城小学校 | 多賀城市立高崎中学校   |
| 中央三丁目 | 1～15番  | 新田中 | 多賀城市立多賀城小学校 | 多賀城市立多賀城中学校 |
| 中央三丁目 | 16番     | 留ヶ岡 | 多賀城市立多賀城小学校 | 多賀城市立多賀城中学校 |
| 中央三丁目 | 17番     | 留ヶ岡 | 多賀城市立多賀城小学校 | 多賀城市立多賀城中学校 |
| 中央三丁目 | 新田中   |        | 多賀城市立多賀城小学校 | 多賀城市立多賀城中学校 |
| 中央三丁目 | 留ヶ岡   |        | 多賀城市立多賀城小学校 | 多賀城市立多賀城中学校 |
| 中央三丁目 | 18〜24番 | 留ヶ岡 | 多賀城市立多賀城小学校 | 多賀城市立多賀城中学校 |
| 中央三丁目 | 25番     | 留ヶ岡 | 多賀城市立多賀城小学校 | 多賀城市立多賀城中学校 |
| 中央三丁目 | 新田中   |        | 多賀城市立多賀城小学校 | 多賀城市立多賀城中学校 |
| 中央三丁目 | 留ヶ岡   |        | 多賀城市立多賀城小学校 | 多賀城市立多賀城中学校 |